# Pluméliau
Pluméliau är en kommun i departementet Morbihan i regionen Bretagne i nordvästra Frankrike. Kommunen ligger i kantonen Baud som tillhör arrondissementet Pontivy. År 2016 hade Pluméliau 3 716 invånare.

## Befolkningsutveckling
Antalet invånare i kommunen Pluméliau
| Referens: INSEE |